# 巴格達電池

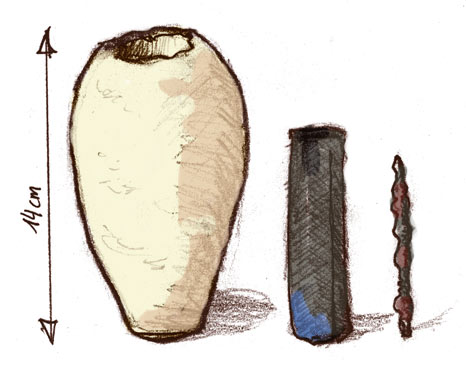
巴格達電池的三種零件

巴格達電池是一種出現在兩河文明的人造工藝品，年代可以推溯到帕提亞時代，被認為是一種时代错误遗物。巴格達電池可能于1936年在靠近伊拉克巴格达的Khujut Rabu被发现。当1938年伊拉克国家博物馆的德国经理Wilhelm König在博物馆的收藏中发现它之后，巴格达电池引起了广泛的注意。在1940年，König发表了一篇文章说那件馆藏是原电池，而且极有可能是用来给银器镀金的。这种解释直到现在仍然被认为是一个假设的可能性。如果它是正确的话，这件物品将比亚历山卓·伏打于1800年发明的电化电池早一千多年。

## 結構
这件物品由约130毫米（约5英寸）高的陶瓦廣口瓶（有一个半英寸的开口）和一個用卷起来的铜片做成的铜柱组成，铜柱的裡面还有一条铁棒。在頂端，鐵棒和铜柱被用沥青做成的塞子分离开来，铁棒和铜柱在广口瓶的开口内被緊緊的安装好，广口瓶的外壁的中间部分向外突出。由于铜柱是卷成的，且不能将液体隔离开，因此，当广口瓶被装满含柠檬酸的液体之後，铁棒的周围也将充满这种液体。就算往这件物品中添加极其微量的电解质溶液，它也会被腐蚀。这令一些学者相信柠檬水，葡萄汁，或醋将會让鐵和铜启动电化学反应。
König认为这件物品可以追溯至帕提亚时期（公元前250年至公元224年）。然而，根据大英博物馆近东部门的St. John Simpson博士，他们的原始挖掘资料和记录都没有很好的记载下来（参看地层学），因此，得出这个时间跨度推断的证据非常不充分。此外，这个陶器的风格（参见类型（考古学））是萨珊王朝（公元224年-640年）的。
这件物品的大部分零组件事实上并非不能用科技考古学来检验。这个陶罐能够用热释光判断年代法来分析，但这件工作显然还没有做。不过，无论如何它也只能确定陶罐是什么时候烧制的，而这与这件物品是什么时候安装的并没有很大的联系。另一个可能性是利用离子扩散分析法，它能显示这件物品被埋藏了多长时间。

## 理解為電力裝置
即使假如巴格達電池真的是種用電裝置，這亦不能提供任何電氣現象的真正知識。古希臘哲學家泰勒斯亦曾留意到琥珀摩擦羽毛產生的靜電學現象，但他並沒有任何理論去解釋這種現象。
與現代的裝置相比，巴格達電池所提供的電力是不具效率的。路易吉·伽伐尼於1780年代進行過相似的電氣化學實驗，二十年後，亞歷山卓·伏打發展出足夠理論，將伽伐尼的簡單實驗變為具效率的伏打電堆，產生出30伏打的直流電，這裝置比巴格達電池多。兩至三年後確漢弗里·戴維爵士透過伏打電堆產生出1,000伏打的電壓，足以令一盞弧光燈發亮。
巴格達電池已經至少兩次接受媒體測試考驗。分別是1980年英國電視台的Arthur C. Clarke's Mysterious World節目，與2005年3月23日播出的探索頻道的MythBusters節目。

## 外部連結
- . BBC. 2003-02-27  [2009-04-18]. （原始内容存档于2018-09-04） （英国英语）.
- . Smith College Museum of Ancient Inventions.   [2019-07-16]. （原始内容存档于2021-01-15）.